# Zeche Kämpgesbank
Die Zeche Kämpgesbank war ein Steinkohlenbergwerk in Baldeney, seit 1915 Ortsteil des Essener Stadtteils Bredeney. Das Bergwerk war auch unter den Namen Zeche Kämpchesbank, Zeche Kämpchenbank, Zeche Kämkesbank und Zeche Kempgesbank bekannt und ist aus dem Kempgesbänker Stolln hervorgegangen. Die Zeche Kämpchenbank gehörte zu den Gründungsmitgliedern des Vereins für Bergbauliche Interessen.

## Bergwerksgeschichte
Bereits seit dem Jahr 1802 lag das Bergwerk in Fristen. Im Jahr 1833 erfolgte die Neugründung und Wiederinbetriebnahme, die Berechtsame umfasste zu dieser Zeit ein Längenfeld. Im Jahr 1840 wurde die abgebaute Kohle im Kohlenmagazin an der Ruhr gelagert. Im Jahr 1844 war das Bergwerk gemäß den Unterlagen in Betrieb. Am 28. Februar 1845 wurde ein Längenfeld verliehen. Ab dem Jahr 1859 wurde auf dem Grubenfeld der Zeche Kämpgesbank auch Kohleneisenstein abgebaut. Der Abbau erfolgte durch die Zeche Vereinigte Klosterbusch. Im Jahr 1867 war das Bergwerk zunächst noch in Betrieb, wurde im Laufe des Jahres jedoch in Fristen gelegt. Im Jahr 1870 nahm das Bergwerk den Betrieb wieder auf. Ab Oktober des Jahres 1872 wurde die Zeche Kämpgesbank stillgelegt. Im Jahr 1925 wurde ein Geviertfeld der Zeche Langenbrahm zugeschlagen.

### Kempgesbänker Stolln
Über den Kempgesbänker Stolln wird wenig berichtet. Im Jahr 1796 erteilte der Abt von Werden die Konzession zum Betrieb des Stollens, der nur kurze Zeit betrieben wurde. Im Jahr 1802 wurde der Stollen in Fristen gelegt und 1833 unter dem neuen Namen Zeche Kämpgesbank wieder in Betrieb genommen.

## Förderung und Belegschaft
Die ersten bekannten Förder- und Belegschaftszahlen stammen aus dem Jahr 1834. Damals waren drei Bergleute auf der Zeche angelegt, die eine Förderung von 3760 Scheffeln Steinkohle erbrachten. Im Jahr 1836 wurde eine Förderung von 9554 ½ preußischen Tonnen Steinkohle erbracht. Im Jahr 1838 stieg die Förderung auf 22.052 preußische Tonnen Steinkohle. Im Jahr 1840 ergab sich ein erneuter Anstieg der Förderung auf 28.478 preußische Tonnen. Im Jahr 1842 lag die Förderung bereits bei 37.873 preußischen Tonnen Steinkohle. Im Jahr 1847 wurden 93.664 Scheffel Steinkohle gefördert. 1858 stieg die Belegschaftszahl auf 50 Bergleute. Im Jahr 1861 wurden mit 18 Bergleuten 12.744 preußische Tonnen Steinkohle erbracht. Ab dem Jahr 1870 kam es zu einem drastischen Einbruch der Förderung, mit zwei Bergleuten wurden 66 Tonnen Steinkohle gefördert. Im Jahr darauf wurden mit zwei Bergleuten 256 Tonnen Steinkohle gefördert. Die letzte Angabe von 191 geförderten Tonnen Steinkohle stammt aus dem Jahr 1872.